# Bossey (Burkina Faso)
Pour les articles homonymes, voir Bossey (homonymie).
Bossey est une commune située dans le département d'Arbinda, dans la province du Soum, région du Sahel, au Burkina Faso.